# 国际和平妇幼保健院

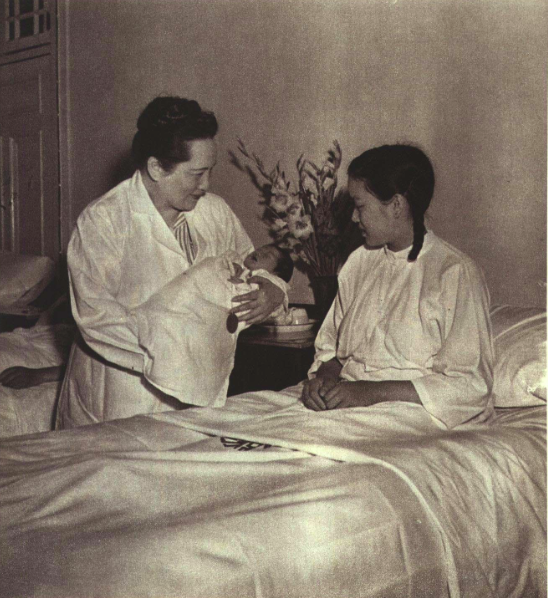
1952年，宋庆龄访问上海国际和平妇幼保健院

中国福利会国际和平妇幼保健院与上海交通大学医学院附属国际和平妇幼保健院一个机构两块牌子，简称国际和平妇幼保健院是一所由中國福利會成立的慈善性質的婦女和幼兒的專科醫院，也是一家三级甲等医院，位于中国上海市徐汇区衡山路910号。该院系1952年用宋庆龄捐赠的国际斯大林和平奖奖金建成。

## 历史
国际和平妇幼保健院的前身是上海胶州路妇幼保健站和沪西女工保健站。1951年，宋庆龄获国际斯大林和平奖（后更名为列宁和平奖），9月18日获得奖金10万卢布，宋庆龄在支票上写上“此款捐赠中国福利会作妇儿福利事业之用”，遂决定在原妇幼保健站的基础上，利用此奖金建设一所妇幼保健院，以“国际和平”冠名。
1952年9月18日，国际和平妇幼保健院在上海市普陀区长寿路170号成立，占地面积3,000多平方米，有单一的产科，拥有房屋3幢，床位50张，医护人员107名。

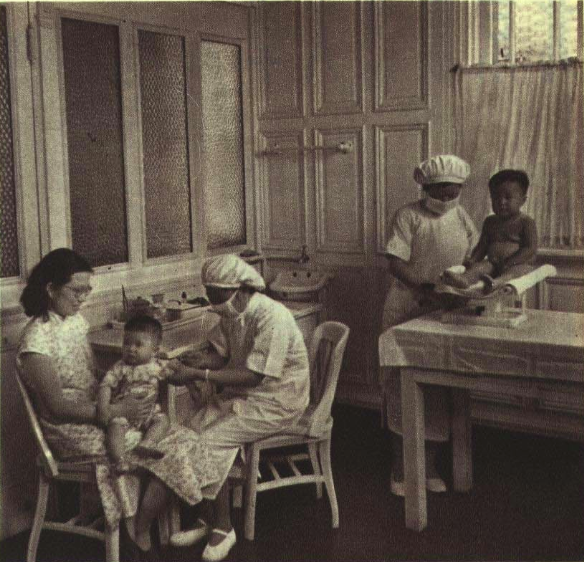
1952年的上海国际和平妇幼保健院

1956年10月，该院迁至现址，占地面积达11,700平方米，另设独立的妇科，并设妇科病房、门诊及肿瘤病床，有房屋2幢，病床150张。1962年设计划生育科，设置计划生育门诊及手术室；1963年设保健科和新生儿科。1966年，医院床位达到200张，并以上海市拨款的120多万元建设6层的病房大楼，面积达5,459平方米，并设置放射性治疗设施。1984年，医院又利用上海市卫生局的100万元拨款建设了门诊实验楼，面积3,600平方米，医院床位达到350张。1992年9月18日医院投资2,400万元，建设9层的产儿科大楼，建筑面积达7,242平方米，1994年10月竣工，为感谢郭鹤年捐赠的1,000万元善款，该楼以其母郑格如的名字命名为“格如大楼”。到1995年，医院拥有卫生、技术人员496人。2001年12月15日斥资2亿多元，在1966年建设的病房大楼原址上建设18层（地下2层、地上16层）的妇产科综合大楼，占地面积2,352平方米，建筑面积30,966平方米，2004年12月25日投入使用。
1989年该院成为上海第二医科大学的教学医院，1999年被评为三级甲等专科医院，2006年成为上海交通大学医学院的附属医院。2011年，入选普陀区文物保护单位。

## 现状

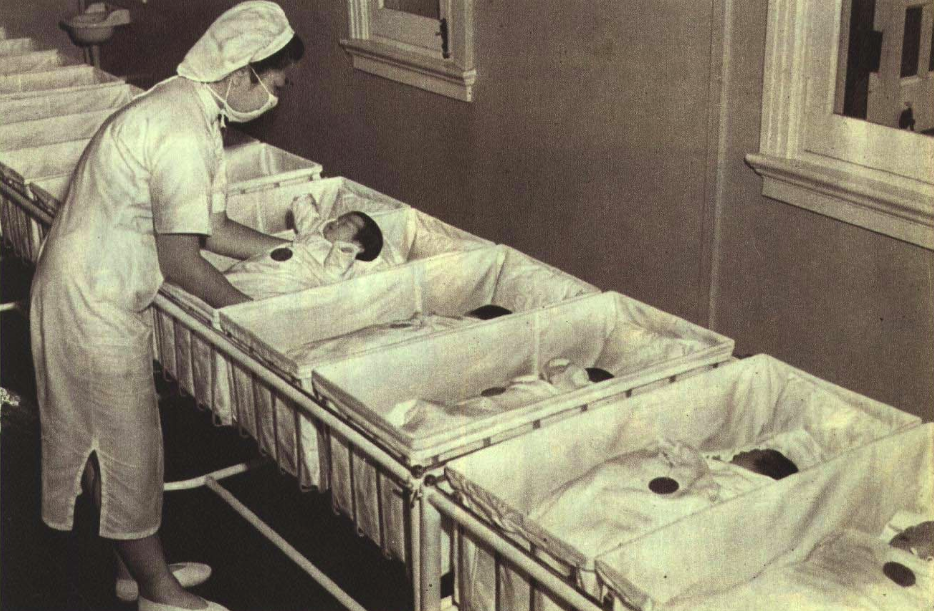
1952年 上海国际和平妇幼保健院

该院以宋庆龄和周恩来对中国福利会“实验性、示范性、加强科学研究”的倡导为方针，以保健为中心，结合临床，已经发展成为一所含医疗、保健、教学、科研等功能的市级妇幼保健专科医院。该院的孕产妇死亡率以及围产儿死亡率等指标已接近或达到国际先进水平。
目前，该院占地面积为1.23万平方米，建筑面积4.7万平方米，共有核定床位370张，近年床位使用率保持在95%以上；年门诊量90万余人次，年住院病人将近2万人次，年孕妇分娩数1万余人次。截至2011年底，该院共有职工844人，其中85%以上为卫生技术人员。

## 科室设置
该院现设临床、医技、保健三个部，每个部下设若干科室和中心。
| 临床部 - 围产科 - 产科 - 新生儿科 - 妇科 - 普通妇科 - 妇科肿瘤 - 妇科内窥镜 - 妇科专科 |  | - 计划生育科 - 乳腺科 - 麻醉科 - 生殖医学中心 - 男性科 - 内科 - 口腔科 - 营养科 |  | 医技部 - 放射科 - 病理科 - 超声诊断科 - 药剂科 - 检验科 |  | 保健部 - 母婴健康中心 - 母婴会所 - 女子保健中心 |